# Lizzie McGuire (televíziós sorozat)
A Lizzie McGuire 2001-től 2004-ig vetített amerikai televíziós filmsorozat, melynek alkotója Terri Minsky. A forgatókönyvet Terri Minsky írta. A rendezője Larry Shaw. A játékfilmsorozat főszereplői Zachary Quinto és Hilary Duff. A zenéjét Sam Winans szerezte. A producere Stan Rogow. A tévéfilmsorozat gyártója a Walt Disney Company, a forgalmazói a Stan Rogow Productions és a Disney Channel Original Productions. Műfaja filmvígjáték- és filmdráma-sorozat. A filmsorozat alapján 2003-ban készült egy film is Csáó, Lizzie! címmel. Az Egyesült Államokban a Disney Channel vetítette, az Egyesült Királyságban a Pop Girl sugározta, Magyarországon az M2 adta. 2019-ben bejelentettek egy reboot sorozatot, amiben a 30 éves Lizzie New Yorkbeli kalandjait mutatja be. A projektet 2020 decemberében törölték.

## Ismertető
A főszereplő, Lizzie McGuire, aki egy átlagos tinilány. Jellemeiben, nem élsportoló, nem bomba nő és nem lázadó. Miranda, aki a legjobban kedvelt barátnője. Az osztályban, a jellemeikben, a menő lányok közé nem tartoznak. Van egy társa is Gordo, aki egy fiú és akihez vonzó. Egyszer meghívja bulizni egyik társa Danny. Élete legboldogabb idejét tölti ekkor. Azon a napon hivatalosak a nagyi születésnapjára. Abban a percekben amikor ez kiderül, ekkor nem értik meg a szülei, hogy távol akarják tartani a legmeghatározóbb eseményétől. A többi lánnyal együtt Miranda elmegy nélküle is. Lizzie ekkor a családjában és a barátnőjében is csalódik.

## Szereplők

### Főszereplők
| Szereplő                          | Színész          | Magyar hang   | Megjegyzés |
| --------------------------------- | ---------------- | ------------- | ---------- |
| Elizabeth Brooke "Lizzie" McGuire | Hilary Duff      | Molnár Ilona  |            |
| David Zephyr "Gordo" Gordon       | Adam Lamberg     | Berkes Bence  |            |
| Matthew Shane "Matt" McGuire      | Jake Thomas      | Morvay Gábor  |            |
| Joanne "Jo" McGuire               | Hallie Todd      | Orosz Helga   |            |
| Sam McGuire                       | Robert Carradine | Sótonyi Gábor |            |
| Miranda Isabella Sanchez          | Lalaine          | Lamboni Anna  |            |
| Samuel "Sam" McGuire              | Kyle Downes      | ?             |            |

### Mellékszereplők
| Szereplő                  | Színész           | Magyar hang | Megjegyzés |
| ------------------------- | ----------------- | ----------- | ---------- |
| Katherine "Kate" Sanders  | Ashlie Brillault  | ?           |            |
| Ethan Craft               | Clayton Snyder    | ?           |            |
| Lawrence "Larry" Tudgeman | Kyle Downes       | ?           |            |
| Claire Miller             | Davida Williams   | ?           |            |
| Lanny Onasis              | Christian Copelin | ?           |            |
| Melina Bianco             | Carly Schroeder   | ?           |            |
| Digby "Mr. Dig" Sellers   | Arvie Lowe, Jr.   | ?           |            |
| Edward Sanchez            | Armando Molina    | ?           |            |
| Daniela Sanchez           | Dyana Ortelli     | ?           |            |
| Howard Gordon             | Michael Mantell   | ?           |            |
| Roberta Gordon            | Alison Martin     | ?           |            |
| Parker MacKenzie          | Chelsea Wilson    | ?           |            |
| Daniel "Danny" Kessler    | Byron Fox         | ?           |            |
| Veruca Albano             | Rachel Snow       | ?           |            |
| Amanda "Amy" Sanders      | Haylie Duff       | ?           |            |
| Coach Kelly               | Dot Jones         | ?           |            |
| Principal Tweedy          | Phill Lewis       | ?           |            |
| Mr. Escobar               | Daniel Escobar    | ?           |            |
| Jeremy Bargiel            | ?                 | ?           |            |
| Fredo                     | ?                 | ?           |            |

## Epizódok

### 1. évad
1. Szóbeszéd
2. A vízibuli (eredeti cím: Pool party)
3. A fényképezés (eredeti cím: Picture day)
4. Anya akciója (eredeti cím: When moms attack)
5. Cserebere
6. Reszkessetek bébicsőszök
7. A választás
8. A boldogító nem
9. McGuire, a rosszkislány
10. Kungfu és melltartó
11. A mánia
12. Miranda leszerepel
13. Lizzie rémálma (eredet cím: Lizzie's nightmare)
14. A halottak napjának éjszakája
15. Megszállottak
16. Kandi vagy nem kandi?
17. Klip életre-halálra
18. Megbilincseltek
19. Szeress, ha bírsz
20. A felnőttes film
21. Ethan korrepetálása
22. Lizzie pénteken
23. Lizzie híres lesz
24. Miranda udvarol
25. A ténytengeren
26. Lerry udvarol
27. A rendező
28. Gordo és a törpe lord
29. Gordo bármicvója
30. Lesz, ami lett

### 2. évad
1. Majomszokás
2. Próbálkozások
3. Az első csók
4. A spanyol vetélkedő
5. Legjobb barátnők
6. Tündöklések és bukások
7. Mit hoz a jövő
8. Veszélyes ötletek
9. Katie bulija
10. Dolgozó lány
11. Versenyfutás
12. Miranda – nulla bizalom
13. A leghosszabb menet
14. Azok a fura McGuire-ék
15. A Gordo sztori
16. Jó ember vagy, Lizzie McGuire
17. Jobban, kevesebből
18. Csak barátok
19. A családi hagyomány
20. Összetartozás
21. A varázsvonat
22. Csata
23. Két tűz között
24. A skót mánia
25. Egy a srácok közül
26. Gordo nagyija
27. A rút kis Larry
28. Vacsora Mr. Diggel
29. A Monte Carlo-csel
30. Kedves Lizzie
31. Gordo belelendül
32. Minden kiderül
33. A karácsonyi álom
34. A búcsú